# Hrabstwo Benton (Indiana)

Piramida wieku hrabstwa

Hrabstwo Benton (ang. Benton County) – hrabstwo w stanie Indiana w Stanach Zjednoczonych.

## Geografia
Według spisu z 2010 roku obszar całkowity hrabstwa obejmuje powierzchnię 406,51 mili2 (1052,86 km²), z czego 406,42 mili2 (1052,62 km²) stanowią lądy, a 0,09 mili2 (0,23 km²) stanowią wody. Według szacunków United States Census Bureau w roku 2012 miało 8804 mieszkańców. Jego siedzibą administracyjną jest Fowler.

### Miasta
- Ambia
- Fowler
- Otterbein
- Oxford
- Boswell
- Earl Park